# Konrad Meisig
Konrad Meisig (* 1953 in Hamm) ist ein deutscher Indologe.

## Leben
Er studierte Indologie, Sinologie und Religionsgeschichte in Freiburg im Breisgau und Münster. Nach der Verleihung der Venia legendi 1994 für Indologie durch die Philosophische Fakultät der Universität zu Köln vertrat er von 1994 bis 1997 Lehrstühle im Seminar für Religionswissenschaft der Katholisch-Theologischen Fakultät der Universität Münster und am Institut für Indologie in Mainz. 1997 erfolgte seine Ernennung zum Universitätsprofessor und bis zu seiner Emeritierung zum Leiter des Instituts für Indologie der Johannes Gutenberg-Universität Mainz.
Seine Forschungsschwerpunkte liegen in der Religions- und Literaturgeschichte Indoasiens, vor allem in der Buddhismuskunde, wobei er insbesondere durch den Vergleich der indischen, chinesischen und tibetischen Überlieferungen die älteste buddhistische Lehre zu rekonstruieren versucht.

## Schriften (Auswahl)
- Yogasūtra-Konkordanz. Wiesbaden 1988, ISBN 3-447-02817-3.
- Klang der Stille. Der Buddhismus. Freiburg im Breisgau 1995, ISBN 3-451-23841-1.
- Shivas Tanz. Der Hinduismus. Freiburg im Breisgau 1996, ISBN 3-451-23843-8.
- Erzähltechniken der Nayī Kahānī. Die Neue Erzählung der Hindi-Literatur. Wiesbaden 1996, ISBN 3-447-03690-7.
- Kālidāsa. Wolkenbote. Metrisch aus dem Sanskrit übertragen. Zweisprachig, mit Kommentar, Verskonkordanz der Verschränkungswörter und vollständigem Sanskritindex. Wiesbaden 2024.